# 伊斯瑪儀·本·賈法爾
伊斯瑪儀·本·賈法爾（阿拉伯语：‎，約719年—約762年），第六代伊瑪目賈法爾·薩迪克的長子。當賈法爾·薩迪克去世時，由於伊斯瑪儀已死，什葉派穆斯林分裂為兩派：伊斯瑪儀之子穆罕默德的追隨者為伊斯瑪儀派，賈法爾·薩迪克的另一子、伊斯瑪儀之弟穆薩·卡齊姆的追隨者為十二伊瑪目派。